# سلوین دیویدز
سلوین دیویدز (انگلیسی: Selvyn Davids؛ زادهٔ ۲۶ مارس ۱۹۹۴) بازیکن راگبی ۱۵ نفره اهل آفریقای جنوبی است.
وی در مسابقات کشوری و بین‌المللی در مجموع برندهٔ ۱ مدال طلا، ۱ مدال نقره، ۱ مدال برنز شده است.